# Caroline Kennedyová

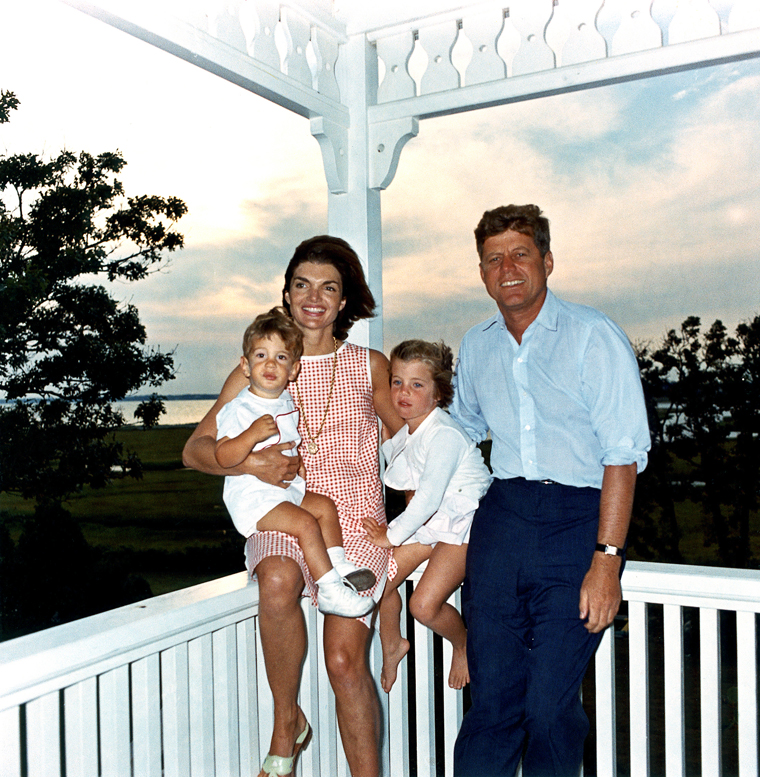
S bratrem a rodiči v rodinném sídle Kennedyů Hyannis Port během srpna 1962

Caroline Kennedyová, rozená Caroline Bouvier Kennedy (* 27. listopadu 1957 New York) je americká spisovatelka, právnička a diplomatka. V letech 2013–2017 zastávala post velvyslankyně Spojených států v Japonsku, kam ji jmenoval prezident Barack Obama. Mezi roky 2022–2024 působila jako velvyslankyně v Austrálii v rámci Bidenovy administrativy. Úřadu se ujala předáním pověřovacích listin generálnímu guvernéru Davidu Hurleymu. Řadí se k dynastii Kennedyů, jakožto jediný žijící potomek 35. prezidenta Johna Fitzgeralda Kennedyho a první dámy Jacqueline Kennedyové Onassisové. Strýci byli senátoři Robert F. Kennedy a Ted Kennedy.
V době otcova prezidentování byla v dětském věku. Po atentátu na Johna F. Kennedyho, v listopadu 1963, se rodina usídlila na manhattanském Upper East Side, kde navštěvovala školy. Po absolvování Radcliffe College pracovala v newyorském Metropolitním muzeu umění, kde se seznámila s budoucím manželem, tvůrcem výstav Edwinem Schlossbergem. Titul doktorky práv (J.D.) získala na Právnické fakultě Kolumbijské univerzity. Většinu profesionální kariéry strávila v právnickém prostředí a politice, stejně tak se zabývala reformou vzdělávání a charitativní činností. Spolu s Ellen Aldermanovou napsala dvě knihy o občanských svobodách.
V prezidentských volbách 2008 podpořila se strýcem Tedem Kennedym, již v primárkách, demokratického kandidáta Baracka Obamu a po zisku nominace řečnila v jeho kampani na Floridě, v Indianě a Ohiu. Současně působila jako spolupředsedkyně komise pro výběr viceprezidenta. Vystoupila také na Demokratické konvenci 2008 v Denveru. Poté, co si Obama vybral tehdejší senátorku Hillary Clintonovou za ministryni zahraničí, projevila zájem být jmenována na uvolněné senátorské místo ve státě New York. Následně se však tohoto úmyslu zřekla z „osobních důvodů“.

## Osobní život
Narodila se v listopadu 1957 v manhattanské Cornellově nemocnici, rok po mrtvě narozené sourozenkyni Arabelle Kennedyové. Jméno Caroline získala po tetě z matčiny strany Caroline Lee Bouvierové a praprababičce Caroline Maslin Ewingové. Mladší bratr John F. Kennedy přišel na svět v roce 1960 dva dny před jejími třetími narozeninami. Druhý bratr Patrick Bouvier Kennedy zemřel v důsledku syndromu dechové tísně novorozenců (IRDS) dva dny po předčasném porodu roku 1963.
Do prezidentské inaugurace otce v lednu 1961 žila rodina ve washingtonské rezidenční čtvrti Georgetown. Poté, co se senátor Kennedy ujal prezidentského úřadu, přestěhovala se s rodiči do Bílého domu. Navštěvovala mateřskou školu organizovanou svou matkou, v níž byla vyfocena jezdící okolo Bílého domu na poníku jménem Macaroni. Snímek zveřejněný v novinách se stal inspirací pro amerického hudebníka Neila Diamonda k napsání hitu „Sweet Caroline“ – tuto skutečnost prozradil až při zazpívání písně na jejích 50. narozeninách.
Jako dcera amerického prezidenta obdržela řadu dárků od oficiálních návštěv, včetně štěněte od sovětského předsedy vlády Nikity Chruščova i yukatánského poníka od amerického viceprezidenta Lyndona B. Johnsona. Historici její dětskou osobnost popsali jako „trochu nepřístupnou a mírně ostýchavou“, přesto však „pozoruhodně nenarušenou“. Babička Rose Kennedyová na její adresu prohlásila: „Je příliš malá na to, aby se uvědomovala všechen ten luxus … Asi si myslí, že je pro děti normální, když vyrážejí na cesty svým vlastním letadlem. Ovšem když je v kruhu bratranců a sestřenic, někteří z nich tančí a plavou lépe než ona, neposkytují jí žádné speciální výsady.“
V den dallaského atentátu na otce Johna F. Kennedyho, 22. listopadu 1963, je s bratrem chůva Maud Shawová odvezla z Bílého domu k babičce z matčiny strany Janet Lee Bouvierové, která na ni naléhala, aby vnučce sdělila zprávu o úmrtí. Večer se děti vrátily do Bílého domu a během ukládání Caroline ji Shawová oznámila danou skutečnost. Sama Jacqueline Kennedyová však měla v úmyslu seznámit děti s úmrtím otce, což vyvolalo její rozkol s chůvou. Z prezidentského sídla se s matkou přestěhovali zpět do Georgetownu. Jejich domov se nedlouho poté stal turistickou atrakcí, což vedlo roku 1964 k opuštění Washingtonu a zabydlení se v ateliérovém bytu na Fifth Avenue manhattanského Upper East Side.

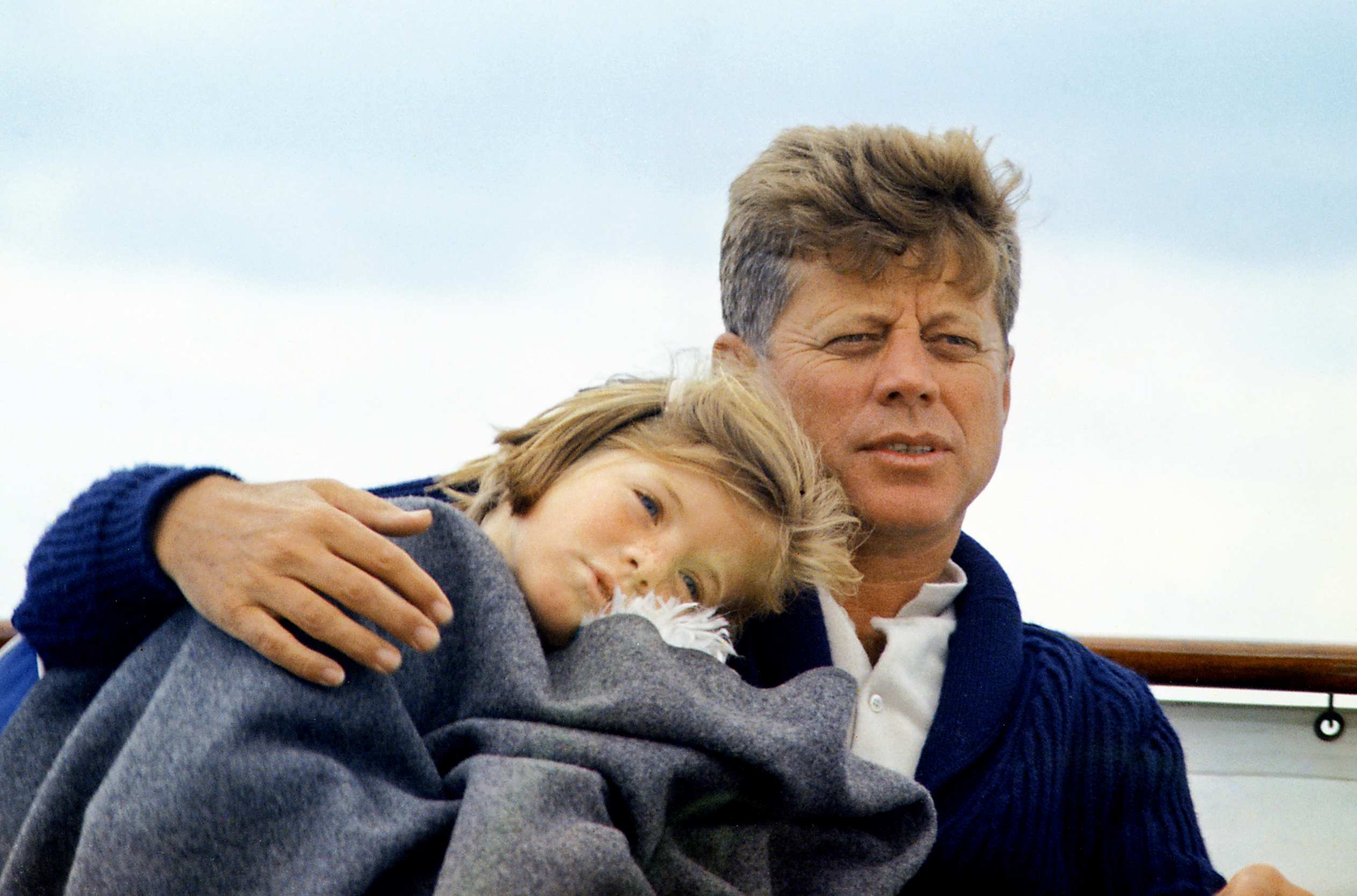
Caroline s otcem na jachtě Honey Fitz blízko pobřeží u Hyannis v srpnu 1963 (Honey Fitz byla přezdívka jejího praděda, bostonského starosty).

V roce 1967 pokřtila letadlovou loď amerického námořnictva USS John F. Kennedy při široce medializovaném ceremoniálu ve virginském Newport News. Loď poté sloužila čtyřicet let. V létě téhož roku odjely děti s matkou na šestitýdenní letní cestu do Irska, kde se střetli s prezidentem Éamonem de Valerou a navštívili dům v Dunganstownu, odkud odešli předci Kennedyů do Ameriky.
Roli otce se snažil nahradit strýc a její kmotr Robert F. Kennedy, který s dětmi trávil větší čas, ač měl sám jedenáct potomků. Poté co byl, v červnu 1968 během předvolební prezidentské kampaně zastřelen, rozhodla se Jacqueline Kennedyová hledat prostředky ochrany, když prohlásila: „Pokud zabíjí Kennedyovi, pak jsou mé děti terčem … Chci pryč z téhle země.“ V říjnu 1968 se provdala za rejdařského miliardáře Aristotela Onassise a s dětmi se přestěhovala na manželův soukromý ostrov Skorpios v Řecku. V roce 1969 se jako dvanáctiletá Caroline zúčastnila pohřbu děda Josepha P. Kennedyho, bývalého amerického velvyslance ve Spojeném království; na dotaz bratrance Davida Kennedyho, jaké má pocity z otčíma, stroze odvětila: „Nemám ho ráda“.

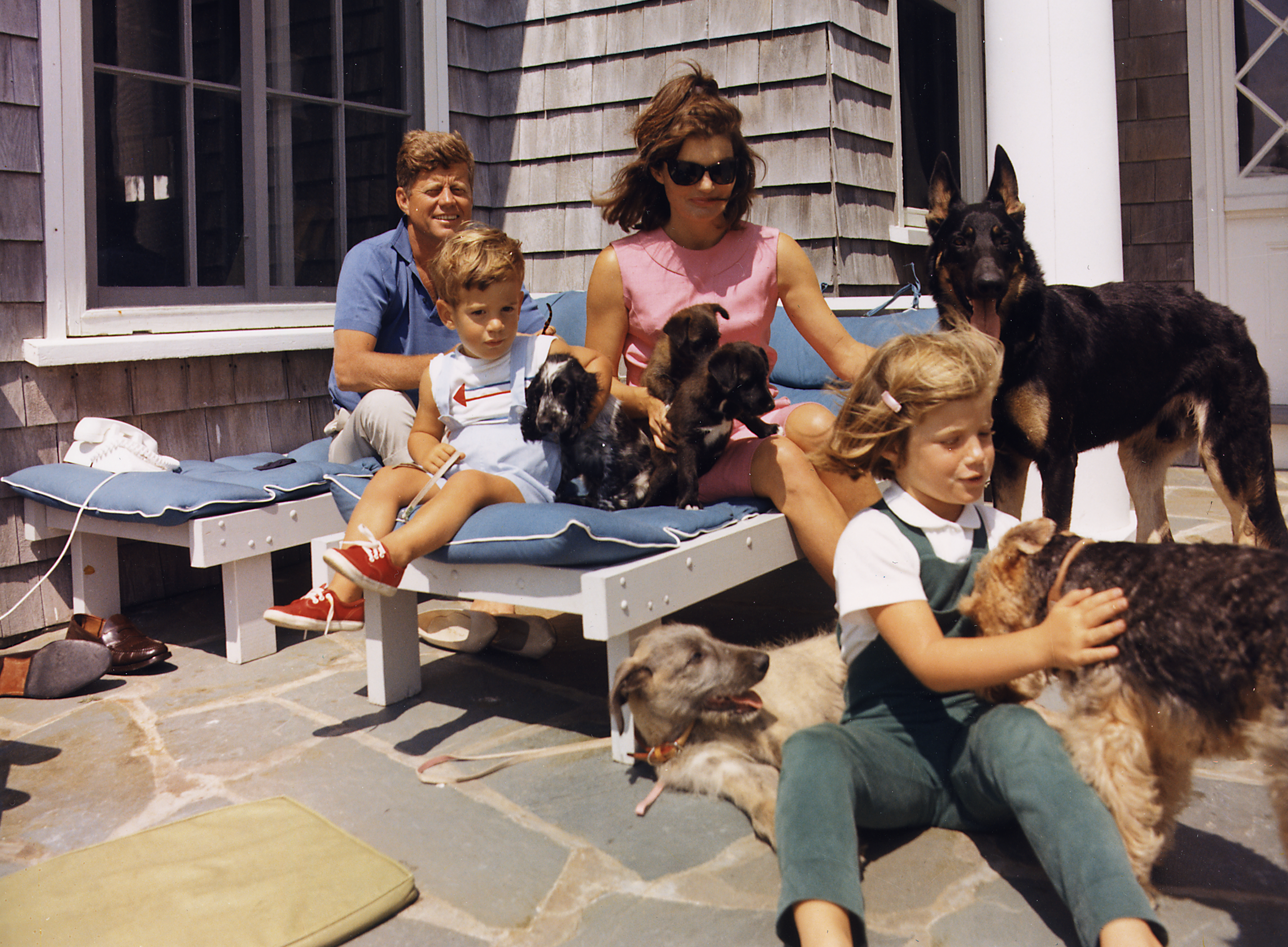
S rodinou v Hyannis Portu během srpna 1963

V roce 1970 se podílela na shromažďování příspěvků v kampani za znovuzvolení strýce Teda Kennedyho do Senátu. Rok od jeho incidentu v Chappaquiddicku napsala Jackie Kennedyová senátorovi dopis podpory a žádala jej, aby se stal kmotrem dcery, když byl Robert Francis Kennedy zavražděn. Nejmladší, a již jediný tehdy žijící, ze čtyř bratrů Kennedyových tak začal rodinu v New Yorku pravidelně navštěvovat. Caroline navštívila Bílý dům poprvé od otcovy smrti v únoru 1971. Republikánský prezident Richard Nixon, jehož Kennedy v prezidentských volbách 1960 porazil, ji pozval na odhalení otcova oficiálního portrétu.
Aristoteles Onassis zemřel 15. března 1975 a tři dny poté se zúčastnila jeho pohřbu. Dne 20. března se pak s matkou a bratrem objevila na předání Řádu čestné legie tetě Eunice Kennedyové Shriverové z rukou francouzské hlavy státu Valéryho Giscarda d'Estainga. V roce 1975 navštívila Londýn, aby dokončila roční umělecký kurs v aukční síni Sotheby's.

## Vzdělání a soukromý život
Základní stupeň školství absolvovala na soukromých dívčích ústavech The Brearley School a Convent of the Sacred Heart, ležících na Manhattanu. V roce 1975 dokončila massachusettskou střední školu Concord Academy. Roku 1980 obdržela bakalářský titul (B.A., Bachelor of Arts) na Radcliffe College Harvardovy univerzity. Diplom doktorky práv (J.D., Juris Doctor) pak získala roku 1988 na Právnické fakultě Kolumbijské univerzity, když zakončila mezi prvními deseti procenty posluchačů ročníku. Během univerzitních studií zvažovala kariéru novinové fotografky. Brzy si však uvědomila, že by nebyla schopna nepozorovaně stopovat jiné lidské osudy, protože by se její objekty zájmu příliš zaměřovali na ni samotnou. Na Zimních olympijských hrách 1976 v Innsbrucku pracovala jako asistentka fotografa. V létě 1977 byla na brigádě v kanceláři newyorského deníku Daily News s týdenním výdělkem 156 dolarů. Pro hudební časopis Rolling Stone napsala krátce po smrti Elvise Presleyho příspěvek z návštěvy Gracelandu.

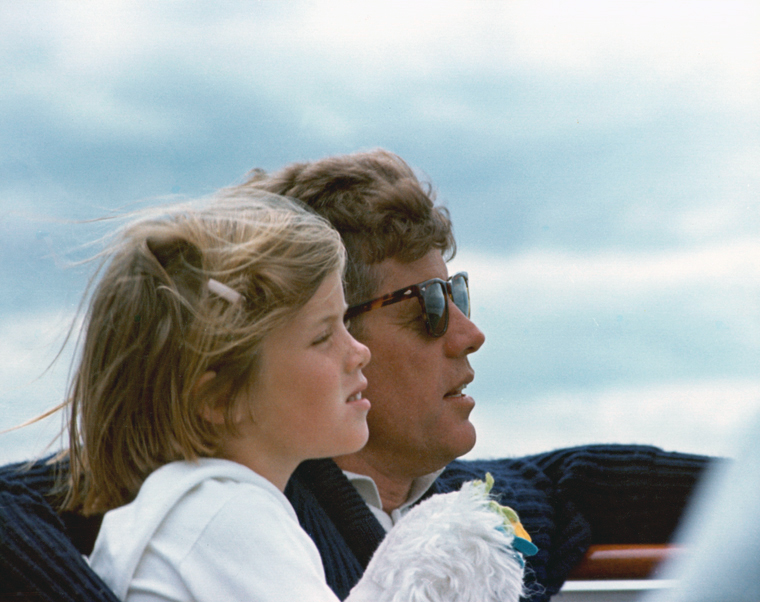
Caroline s otcem v srpnu 1963.

Po zisku bakalářského titulu v roce 1980 se stala vědeckou pracovnicí v oddělení filmu a televize Metropolitního muzea umění v New Yorku. Později měla na starosti styk zaměstnanců muzea s producenty a režiséry, kteří v instituci natáčeli.
K jejímu ohrožení došlo poté, co 4. prosince 1984 útočník telefonicky oznámil uložení bomby v muzeu. Uvedl přitom své jméno a adresu. Dopaden a uvězněn byl tři dny poté. Během muzejní práce poznala budoucího manžela, tvůrce výstav Edwina Schlossberga, za něhož se provdala roku 1986 v kostele Panny Marie Vítězné v massachusettském Centerville. Její celé jméno je někdy nesprávně uváděno jako „Caroline Kennedyová Schlossbergová“, ačkoli sňatkem nepřijala manželovo příjmení. Do manželství se postupně narodily tři děti: dcery Rose, Tatiana a syn John. Po matce vlastní nemovitost o rozloze 1,52 km2 známou jako Red Gate Farm v Aquinnah na Martha's Vineyard. Newyorský deník Daily News v roce 2008 odhadl její majetek na více než 100 miliónů dolarů. V roce 2013, kdy se stala velvyslankyní v Japonsku, vykazovala její majetková přiznání hodnotu jmění v rozmezí 67–278 milionů dolarů.
Matka Jacqueline Kennedyová Onassisová zemřela 19. května 1994. Na rozdíl od strýce Teda Kennedyho se postavila proti veřejnému pohřbu. Bratr, manžel a matčin druh Maurice Tempelsman podpořili její rozhodnutí, které převážilo. V dalším období se začala angažovat více veřejně, když například předsedala galavečeru Amerického divadla baletu (American Ballet Theatre). S bratrem se zúčastňovala setkání Městského uměleckého spolku (Municipal Art Society), pro nějž rovněž zřídila fond.
Vzhledem ke skutečnosti, že se sourozencem vyrostli v New Yorku, odděleni od zbytku početné rodiny v Hyannis, stali se s Johnem mladším velmi blízkými. Pouto ještě zesílilo po matčině skonu. Po tragické smrti bratra Johna F. Kennedyho v červenci 1999, zůstala jediným žijícím potomkem rodiny 35. prezidenta. Také jeho pohřeb odmítla vypravit veřejně přístupný a rozhodla, že ostatky podstoupí kremaci a popel bude rozprášen z lodi u břehů Martha's Vineyard nad Atlantik.

## Profesní kariéra

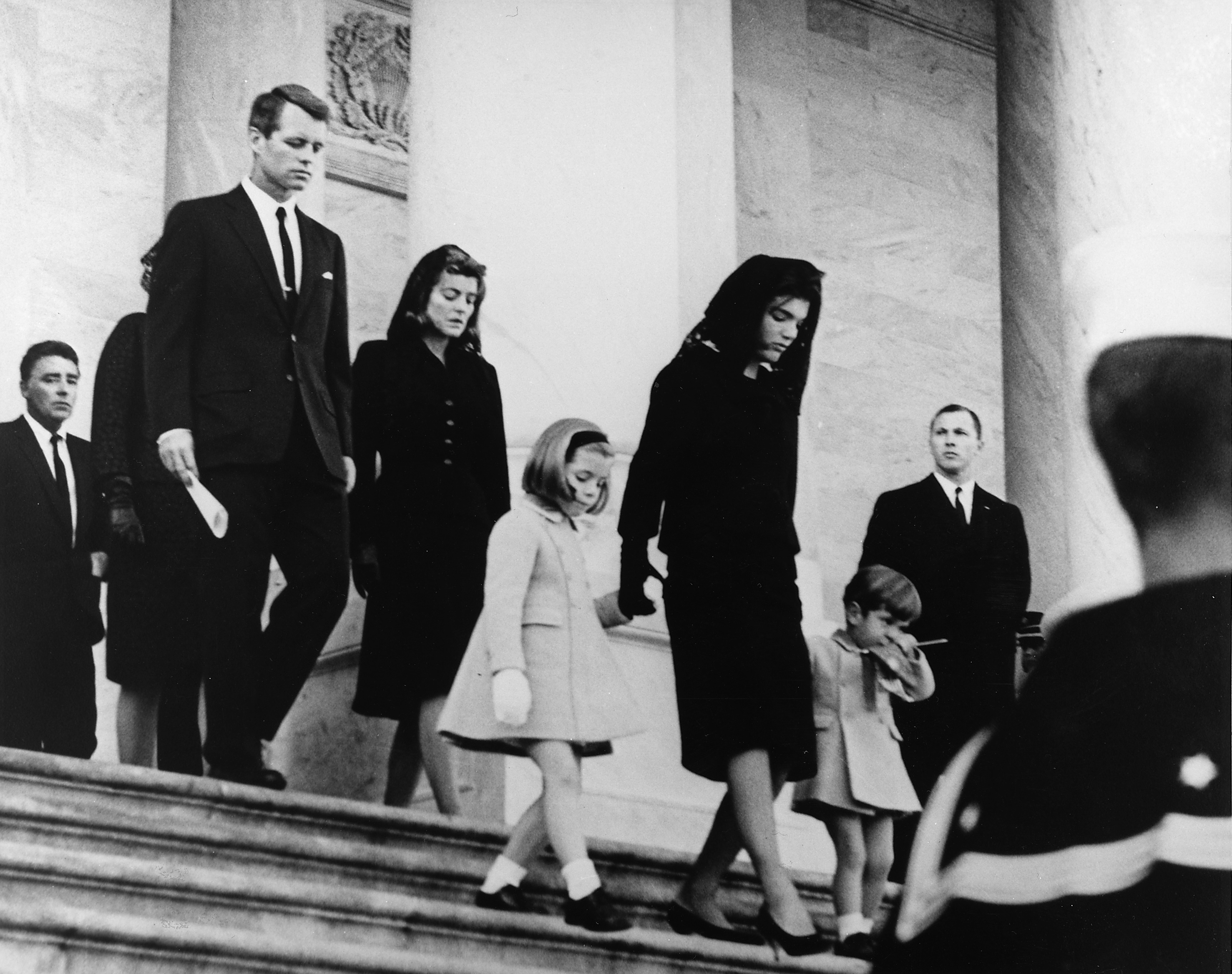
Při východu z Kapitolu, po pravé ruce matky, během státního pohřbu Johna F. Kennedyho. Strýc, ministr spravedlnosti, Robert Kennedy s manželkou za nimi. 25. listopadu 1963

Profesním zaměřením je právnička, spisovatelka a editorka, která byla členkou správních rad řady neziskových organizací. V roce 1991 napsala s Ellen Aldermanovou knihu In Our Defense: The Bill of Rights In Action (Za naši obranu: Listina práv v procesu). Během rozhovoru odhalujícího obsah uvedla, že záměrem bylo ukázat, proč byl napsán IV. dodatek Ústavy. Dne 7. prosince 1999 pronesla projev na každoroční snídani Nadace Robina Hooda, v níž se angažoval její bratr. V prezidentských volbách 2000 podpořila demokratického kandidáta Ala Gorea a vyjádřila mu duchovní spřízněnost, když otcové obou dvou společně zasedali v americkém senátu. Poprvé od demokratické konvence v roce 1960, na níž získal John F. Kennedy prezidentskou nominaci, vystoupila na takové události až v roce 2000, kdy se nominační sjezd uskutečnil v kalifornském Los Angeles.
V letech 2002–2004 řídila kancelář strategické spolupráce školského odboru města New York, když byla jmenována školským kancléřem Joelem Kleinem. Třídenní úvazek v týdnu pro ni znamenal příjem jednoho dolaru. Hlavní cíl sestával ze získání soukromých investic a jejich přesunutí do newyorského veřejného školství. Její kancelář pomohla navýšit rozpočet o více než 65 milionů dolarů. Působila také jako spolupředsedkyně správní rady Fondu pro veřejné školy (Fund for Public Schools) a následně ve funkci čestné ředitelky fondu. Ve správní radě zasedala i v Concordské akademii, kterou na základním stupni navštěvovala.
Spolu s dalšími členy Kennedyovské dynastie zřídila v roce 1989 ocenění Profile in Courage Award. Cena je udělována veřejně působícím osobám, které svým činem projevily politickou odvahu a vedení v duchu odkazu knihy Johna F. Kennedyho Profily odvahy (Profiles in Courage). V roce 2001 předala cenu bývalému prezidentu Geraldu Fordovi za jeho kontroverzně vnímanou, téměř třicet let starou, milost pro prezidenta Richarda Nixona, týkající se zločinů, kterých se mohl během výkonu nejvyššího úřadu dopustit vůči Spojeným státům (Proclamation 4311 z 8. září 1974). Zastává také post ředitelky nadace Knihovny Johna F. Kennedyho a poradkyně při Harvardském politologickém institutu, jenž je živoucím odkazem na jejího otce.
Řadí se mezi členy washingtonské a newyorské advokátní komory. Podílí se na činnosti v představenstvu Komise prezidentských debat, občanskoprávní právnické firmě NAACP Legal Defense and Educational Fund a je čestnou předsedkyní Amerického divadla baletu. Rodinu zastupovala na státních pohřbech bývalých prezidentů Ronalda Reagana a Geralda Forda i při pohřbu první dámy Lady Bird Johnsonové. V listopadu 2004 byla přítomna na ceremonii nově přejmenovaného Prezidentského střediska a parku Billa Clintona v Little Rocku. Dne 28. srpna 2013 se zúčastnila slavnosti padesátého výročí Pochodu na Washington za práci a svobodu.

### Prezidentské volby 2008 a 2012
V článku „A President Like My Father“ (Prezident jako můj otec), který vyšel 27. ledna 2008 v deníku New York Times, vyjádřila názor, že by v prezidentské kampani roku 2008 chtěla podpořit senátora Baracka Obamu. V závěru stati uvedla: „Nikdy jsem nezažila prezidenta, který by mě inspiroval takovým způsobem, jakým inspiroval můj otec lidi, kteří mi o tom vyprávěli. Ale poprvé věřím, že jsem nalezla muže, jenž by se mohl stát právě takovým prezidentem — ne jen pro mě, ale pro celou novou generaci Američanů.“
Záznamy Národní volební komise ukázaly, že 29. června 2007 přispěla 2 300 dolary na prezidentskou kampaň Hillary Clintonové. Dříve jí věnovala pět tisíc dolarů na senátorskou kampaň v roce 2006. Dne 18. září 2007 pak poslala částku 2 300 dolarů také na prezidentskou kampaň Baracka Obamy.
Obama ji 4. června 2008 jmenoval, spolu s Jimem Johnsonem a Ericem Holderem, spolupředsedkyní jeho Výboru pro výběr viceprezidenta. Johnson po týdnu odstoupil. Filmař Michael Moore pak v otevřeném dopisu Kennedyovou vyzval, aby se zachovala jako Dick Cheney a po jeho vzoru se sama jmenovala kandidátkou na Obamovu viceprezidentku (Dick Cheney předsedal stejnému výboru v Bushově týmu prezidentské kampaně 2000 a sám se vybral pro úřad viceprezidenta). Obama 23. srpna 2008 oznámil za svého kandidáta do tohoto úřadu delawarského senátora Josepha Bidena. Kennedyová vystoupila s projevem na Demokratické národní konvenci 2008 v Denveru, při němž také uvedla film na počest přítomného strýce, senátora Teda Kennedyho.
Během prezidentských voleb 2012 působila jako jedna z třiceti pěti spolupředsedů Obamovy kampaně za jeho znovuzvolení. Na jeho mítincích se objevila 27. června 2012 v Nashue a Manchesteru, ležících v unijním státu New Hampshire.

### Zájem o křeslo americké senátorky
Poté, co zvolený prezident Barack Obama v prosinci 2008 nominoval na post ministryně zahraničí newyorskou senátorku Hillary Rodham Clintonovou, projevila zájem o uvolněné senátorské křeslo v New Yorku Kennedyová. Do doby předčasných voleb, vypsaných na 2. listopadu 2010, jmenoval senátora dle zákona newyorský guvernér David Paterson, jenž byl v úřadu několik měsíců. Od ledna 1965 do zavraždění v červnu 1968 toto křeslo náleželo jejímu strýci Robertu F. Kennedymu, jenž byl zvolen jako demokratický kandidát. Její nominaci podpořili kongresmanka Louise Slaughterová, newyorský kongresman Vito Lopez, newyorský starosta Michael Bloomberg, bývalý newyorský starosta Ed Koch a také úvodník periodika New York Post.

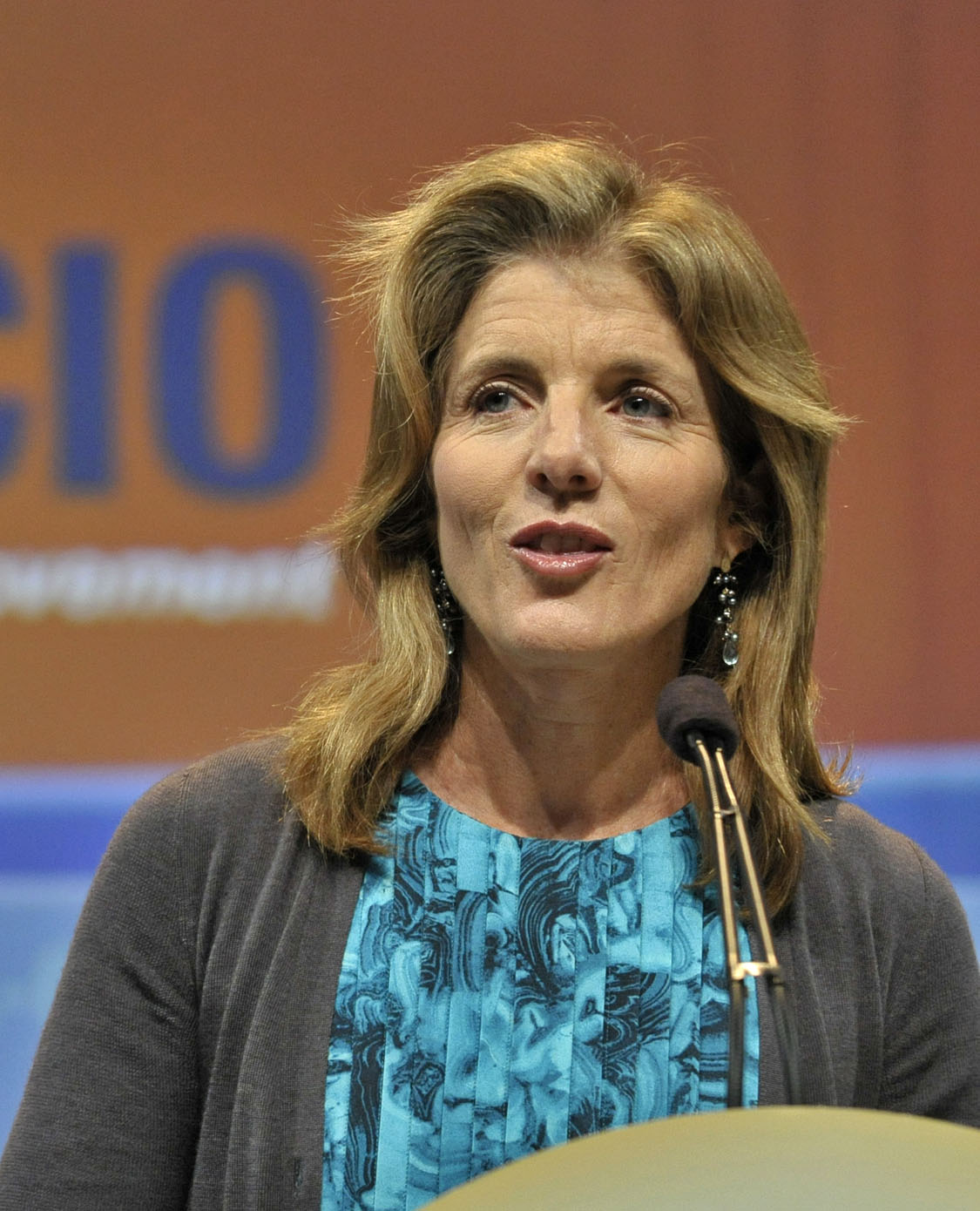
Caroline Kennedyová v roce 2009

Kritika kandidatury směřovala na fakt, že od své stranické registrace roku 1988 v New Yorku nevolila v řadě demokratických primárek ani obecních voleb. Výhrady směřovaly i k neposkytnutí podrobností o politických postojích. V reakci na to pak prostřednictvím tiskového mluvčího Kennedyová sdělila některé názory, včetně podpory legalizace stejnopohlavních sňatků a hnutí pro-choice. Naopak se postavila proti trestu smrti, byla pro obnovu federálního zákazu útočných zbraní (Federal Assault Weapons Ban), který znemožňoval civilistům držení definovaných poloautomatických zbraní a domnívala se, že by měla být přezkoumána dohoda severoamerického volného obchodu NAFTA. V zahraničních tématech mediální zástupce zdůraznil její odmítavý postoj k válce v Iráku, který zastávala od jejího počátku a také tlumočil názor, že by se měl Jeruzalém stát nerozděleným hlavním městem státu Izrael. Právnička odmítla zveřejnit své finanční transakce a další osobní záležitosti, když uvedla, že by tak učinila až po svém jmenování senátorkou.
V rozhovoru pro agenturu Associated Press sdělila: „Vstup do politiky je něco, na co se mě lidé pořád vyptávají“, a dodala: „Když šla tato příležitost kolem, tak neočekávaně, pomyslela jsem si: 'Dobře, možná nyní. A co teď?' [Budu muset] pracovat dvakrát tak tvrdě než kdokoli jiný … Představuji nekonvenční volbu.“ Na konci prosince 2008 se stala terčem kritiky několika médií za nedostatek srozumitelnosti během rozhovorů a časté používání fráze „you know“, kterou ve 30minutovém interview pro stanici NYi zopakovala 168krát.
Krátce před půlnocí 22. ledna 2009 vydala prohlášení, v němž oznámila upuštění záměru usilovat o senátorské křeslo, když jako důvod uvedla „osobní důvody“. Zprávy za skutečnou příčinu odstoupení uváděly „jisté daňové záležitosti“ a „problémy se zaměstnanci v domácnosti“ – informace, které prostřednictvím poradců doputovaly ke guvernéru Patersonovi. Kennedyová i přes tyto domněnky odmítla upřesnit důvody vedoucí ke stažení nominace. Den po jejím odstoupení guvernér oznámil, že se novou senátorkou rozhodl jmenovat demokratickou kongresmanku Kirsten Gillibrandovou, která se tak stala nejmladší členkou Senátu v probíhajícím volebním období. V listopadu 2010 pak vyhrála předčasné (doplňovací) senátní volby v New Yorku.

### Velvyslankyně Spojených států v Japonsku

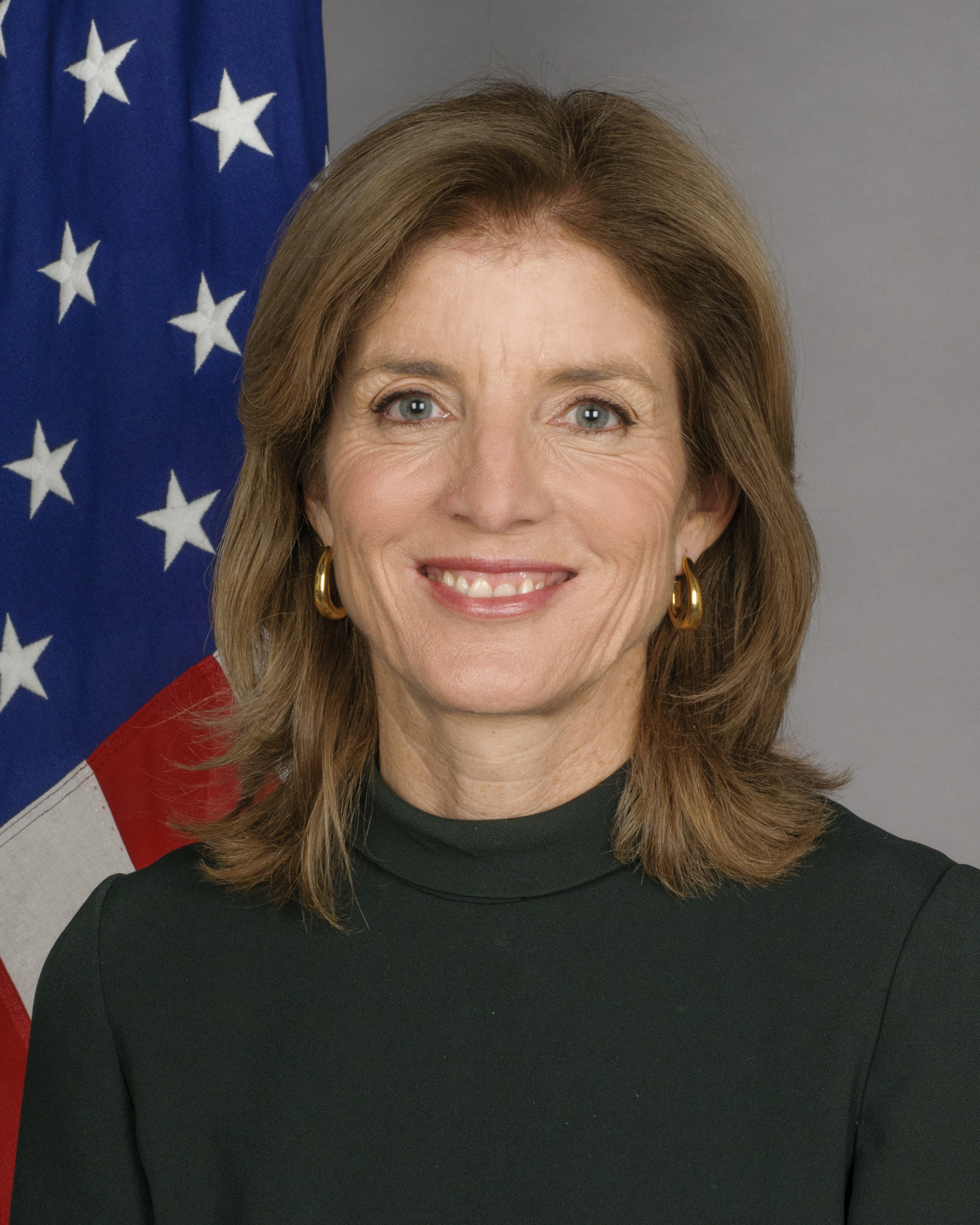
Oficiální portrét v úřadu americké velvyslankyně v Japonsku, 2013

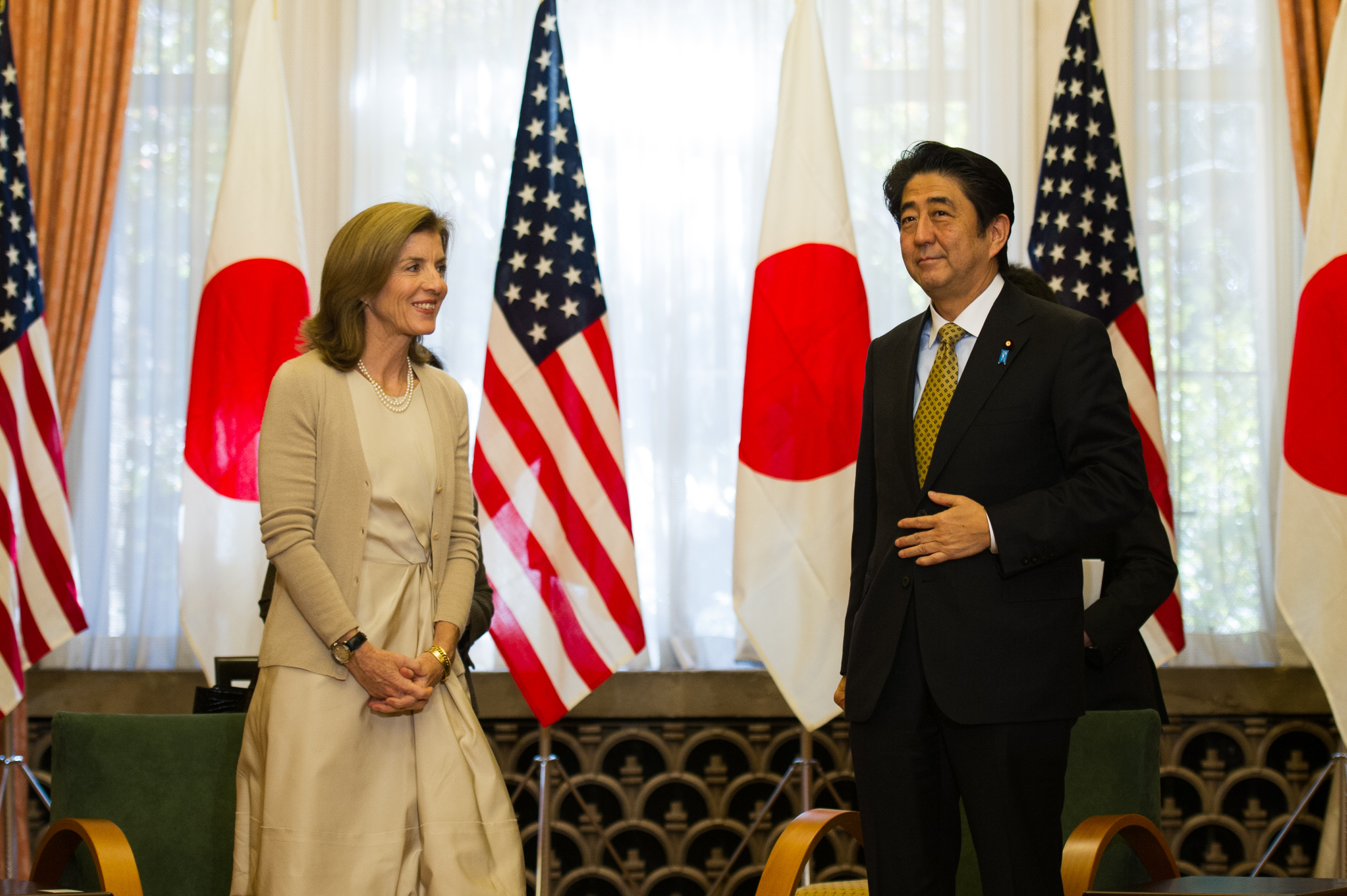
Setkání s japonským premiérem Šinzem Abem, 20. listopadu 2013

Prezident Obama 24. července 2013 uvedl, že ji nominuje na úřad velvyslankyně Spojených států v Japonsku, kde měla nahradit ambasadora Johna Roose. Spekulace o nominaci byly poprvé v médiích diskutovány v únoru 2013. V polovině července 2013 pak japonská vláda formálně vyslovila agrément, čímž deklarovala, že navržená osoba je pro ni přijatelná.
Slyšení před Výborem pro zahraniční vztahy Senátu proběhlo 19. září 2013, v němž odpovídala na dotazy republikánů i demokratů. Za své priority uvedla vojenské styky, obchod a studentskou výměnu.
Americký Senát Obamovu nominaci potvrdil jednohlasně 16. října 2013. Kennedyová se tak mohla stát první ženou v tomto úřadu. Slavnostní slib pak složila 12. listopadu 2013 do rukou ministra zahraničí Johna Kerryho. Na japonskou půdu vstoupila 15. listopadu a s členy japonského diplomatického sboru se setkala o tři dny později v rámci úvodního oficiálního jednání. Televizní stanice NHK pak 19. listopadu živě přenášela z císařského paláce předání pověřovacích listin císaři Akihitovi.
V prosinci 2013 navštívila Nagasaki, kde se setkala s přeživšími po svržení atomové bomby na toto město v srpnu 1945. Pamětní ceremoniál k uctění obětí po svržení jaderné pumy v Hirošimě se zúčastnila 5. srpna 2014. Odehrál se týden po skonu posledního člena posádky amerického bombardéru Theodora Van Kirka, jenž vykonal hirošimský útok. Toto místo již navštívila v roce 1978 se strýcem Tedem Kennedym. Stala se také druhým americkým velvyslancem, který se na každoroční připomínku dostavil.
Na Twitteru zkritizovala 17. ledna 2014 japonskou praxi krutého lovu delfínů zahnáním do zátok, když označila tento přístup za „nelidský“ a informovala o odmítavém postoji americké vlády. Úředníci spojení s tímto každoročním lovem pozvali velvyslankyni, aby se na vlastní oči přesvědčila, že lov je pro delfíny bezbolestný. Kennedyová později ve vystoupení amerického pořadu Today Show sdělila, že nelituje svého kroku. V kritice masových lovů delfínů nezůstala osamocena. Připojila se tím ke stejně smýšlejícím osobnostem, včetně Yoko Ono, Susan Sarandonové a Ricky Gervaise, kteří vyzvali k ukončení těchto praktik. Japonská oficiální místa označila slova velvyslankyně za pokrytecká s odkazem na množství masa, které konzumují Američané.

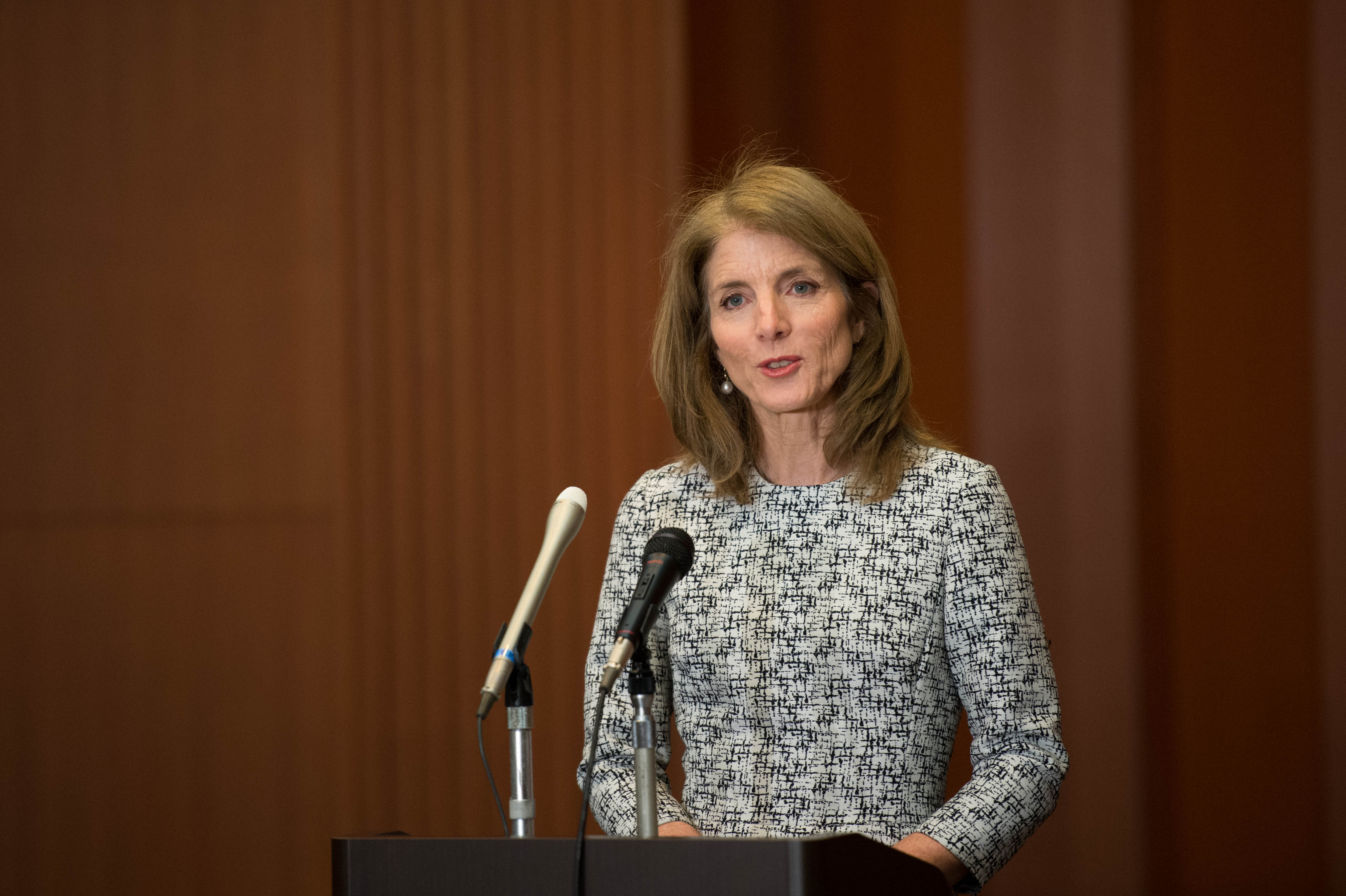
Projev při podpisu americko-japonské smlouvy o zvýšení spolupráce v boji proti závažné kriminalitě v Tokiu, únor 2014

V únoru 2014 navštívila ostrov Okinawa, kde se nachází sídlo rozsáhle americké vojenské základny. Přivítaly ji protesty proti přítomnosti amerických vojáků na japonském území. Odpůrci se vyhraňovali zejména vůči sexuálním napadením vojáků na ženách i proti znečišťování životního prostředí ze strany základny. Součástí programu bylo také setkání s okinawským guvernérem Hirokazu Nakaimem, jemuž přislíbila snížit americkou vojenskou přítomnost na ostrově.
Dne 14. května 2014 přijela do jaderné elektrárny Fukušima I v doprovodu syna Johna Schlossberga. Továrna byla silně poškozena silným zemětřesením a tsunami v březnu 2011, což způsobilo radioaktivní kontaminaci vzduchu a vodstva. Následkem byl také odjezd tisíců členů amerických rodin ze základny. Velvyslankyně prohlásila, že Spojené státy udělaly maximum, aby se Japonsko vyrovnalo s následky katastrofy.
Z úřadu odstoupila 18. ledna 2017 v souvislosti s příchodem republikánského prezidenta Donalda Trumpa do Bílého domu a plánovanou výměnou vedoucích zastupitelských misí.

### Velvyslankyně Spojených států v Austrálii
Americký prezident Joe Biden ji 15. prosince 2021 nominoval do úřadu americké velyslankyně v Austrálii. Senátní slyšení před Výborem pro zahraniční vztahy proběhlo 7. dubna 2022. Výbor se k nominaci vyslovil kladně a 4. května postoupil věc na senátní plénum. Následující den byla senátory potvrzena do úřadu. Slib složila 10. června v New Yorku a úřadu se ujala 25. července 2022 předáním pověřovacích listin generálnímu guvernéru Davidu Hurleymu. Funkce, v níž nahradila republikána Arthura B. Culvahouse, byla neobsazena rok a půl. Při první cestě v roli ambasadorky, na začátku srpna 2022, navštívila Šalomounovy ostrovy, kde se zúčastnila 80. výročí vylodění Spojenců při zahájení bitvy o Guadalcanal. Na Šalomounových ostrovech bojoval i její otec, tehdejší poručík John F. Kennedy jako velitel torpédového člunu PT-109.
V září 2024 oznámila, že velvyslanecký post opustí bez ohledu na výsledek listopadových prezidentských voleb 2024.